# Jérôme Ducros
Jérôme Ducros (Avignone, 30 novembre 1974) è un pianista e compositore francese.

## Biografia
Nato ad Avignone, dopo aver studiato al Conservatorio di Orléans con Françoise Thinat, nel 1990 è entrato al Conservatorio di Parigi – nella classe di Gérard Frémy e Cyril Huvé – dove si è diplomato con un “primo premio con lode” in pianoforte. Si è inoltre perfezionato con Christian Zacharias, György Sebök e Leon Fleisher. Nel 1994 ha vinto il secondo premio al Concorso Umberto Micheli di Milano, concorso ideato da Maurizio Pollini, che pure faceva parte della giuria presieduta da Luciano Berio. In quel contesto ha vinto anche il premio speciale per la migliore interpretazione di Incises di Pierre Boulez.
Anche grazie a questo successo, ha intrapreso una carriera concertistica che lo ha portato a esibirsi in contesti quali il Théâtre des Champs-Élysées, il Théâtre du Châtelet e la Salle Pleyel a Parigi, il Concertgebouw di Amsterdam, la Wigmore Hall di Londra, la Carnegie Hall di New York e la Philharmonie di Berlino.
Tra i suoi partner per la musica da camera – genere cui dedica grandi attenzioni – si annoverano gli strumentisti Renaud e Gautier Capuçon, Paul Meyer, Michel Portal, Nicholas Angelich, Frank Braley, Gérard Caussé e il Quartetto Ébène, ma anche cantanti come Dawn Upshaw, Ian Bostridge, Diana Damrau, Angelika Kirchschlager e Philippe Jaroussky.
Sin da giovane è anche attivo come compositore, attivamente coinvolto nei dibattiti sulle nuove musiche.